# Arcidiocesi di Barcellona

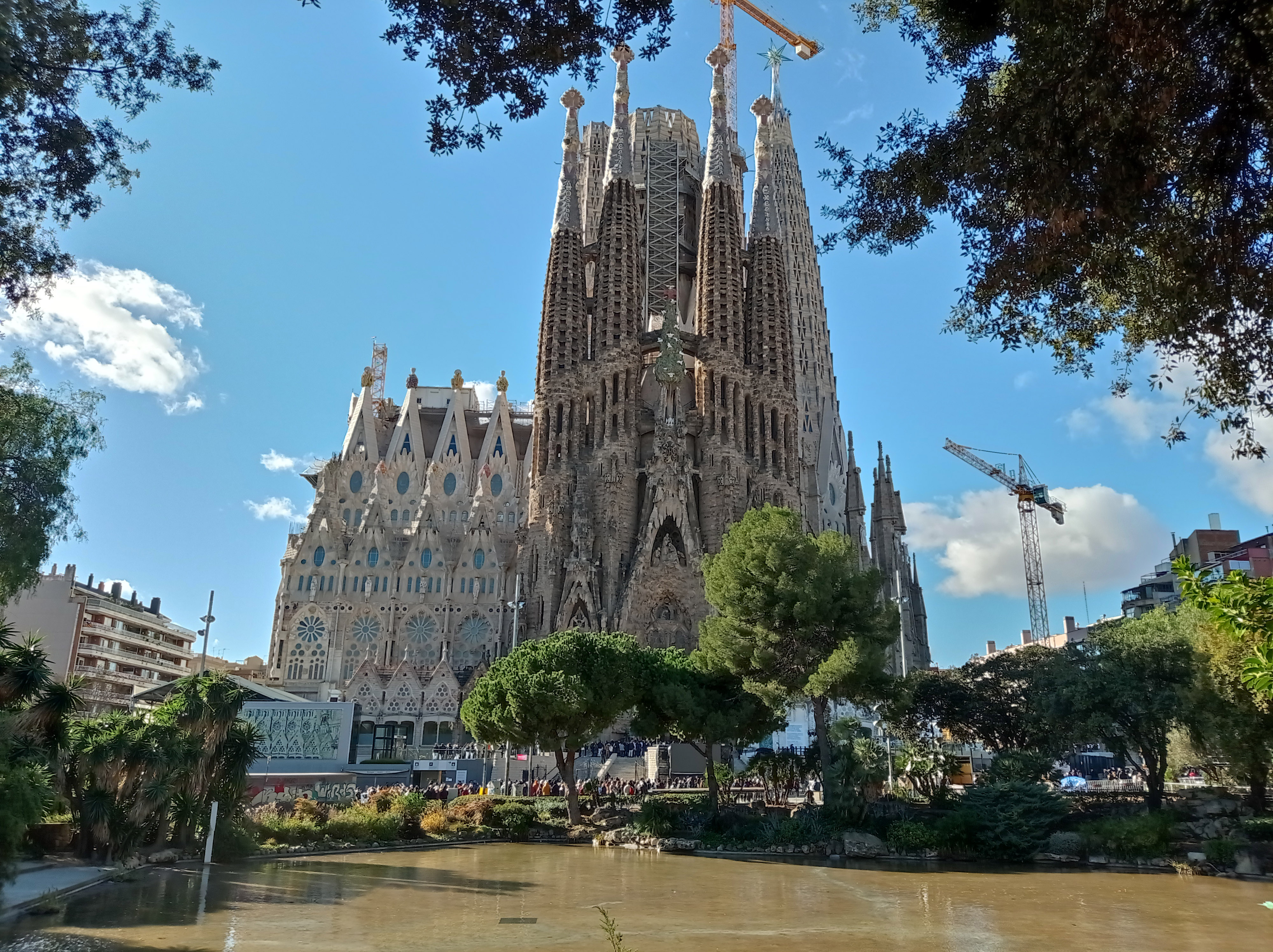
La basilica della Sagrada Família.

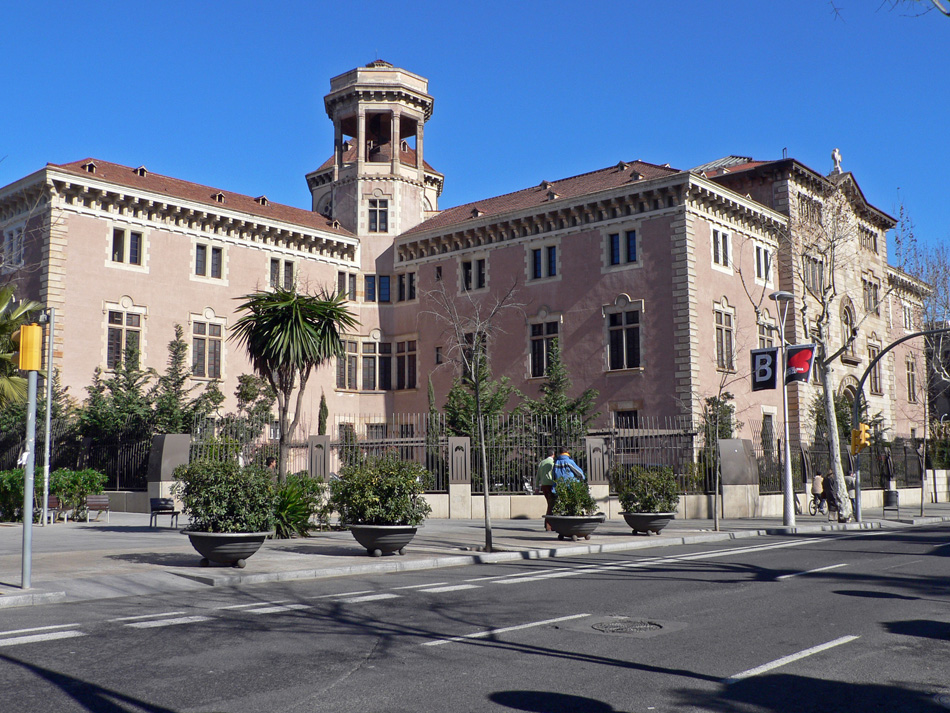
Il seminario maggiore di Barcellona; lo stesso edificio ospita anche la facoltà di teologia della Catalogna e la facoltà di filosofia dell'università Ramon Llull.

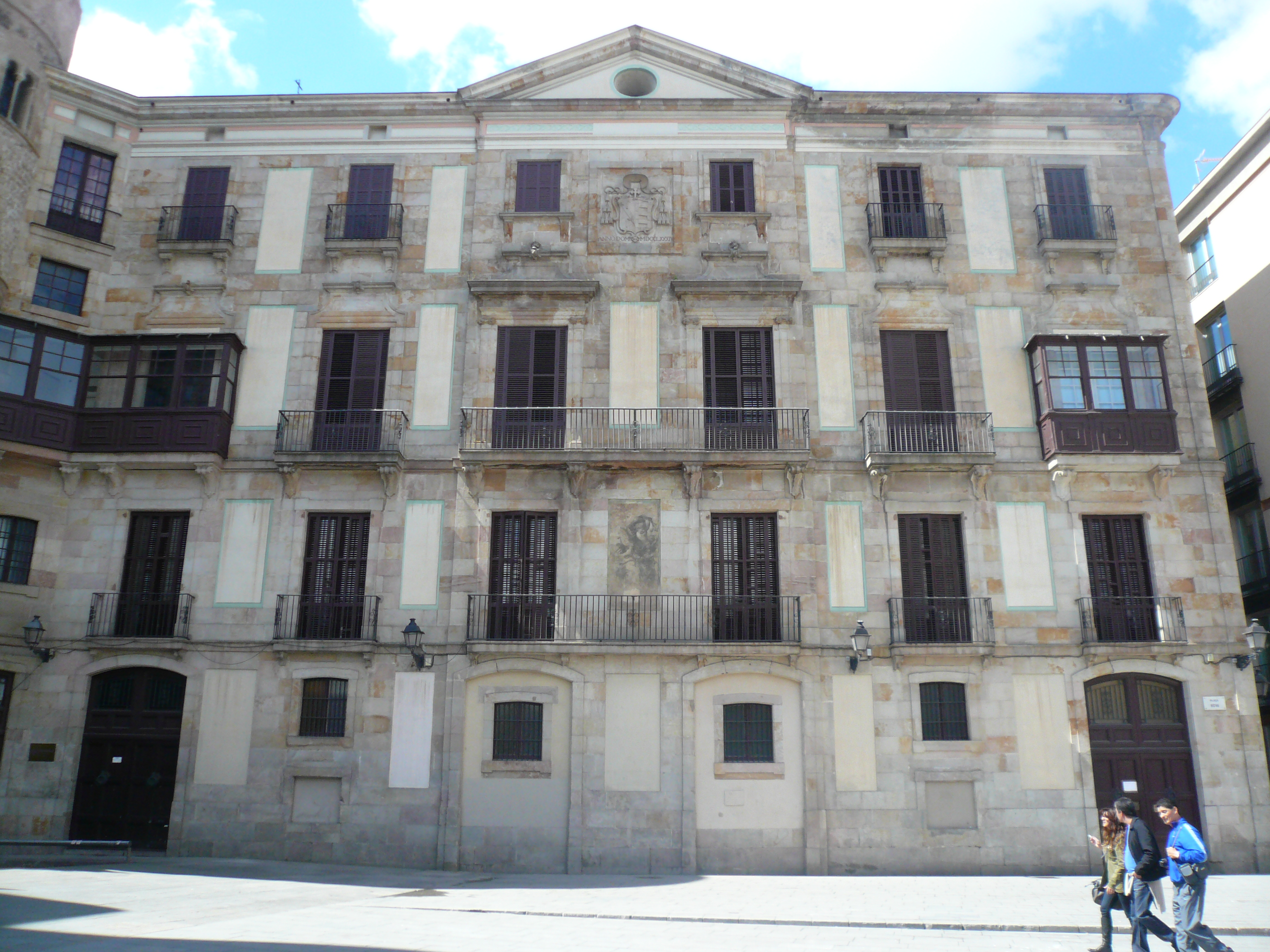
Palazzo arcivescovile di Barcellona.

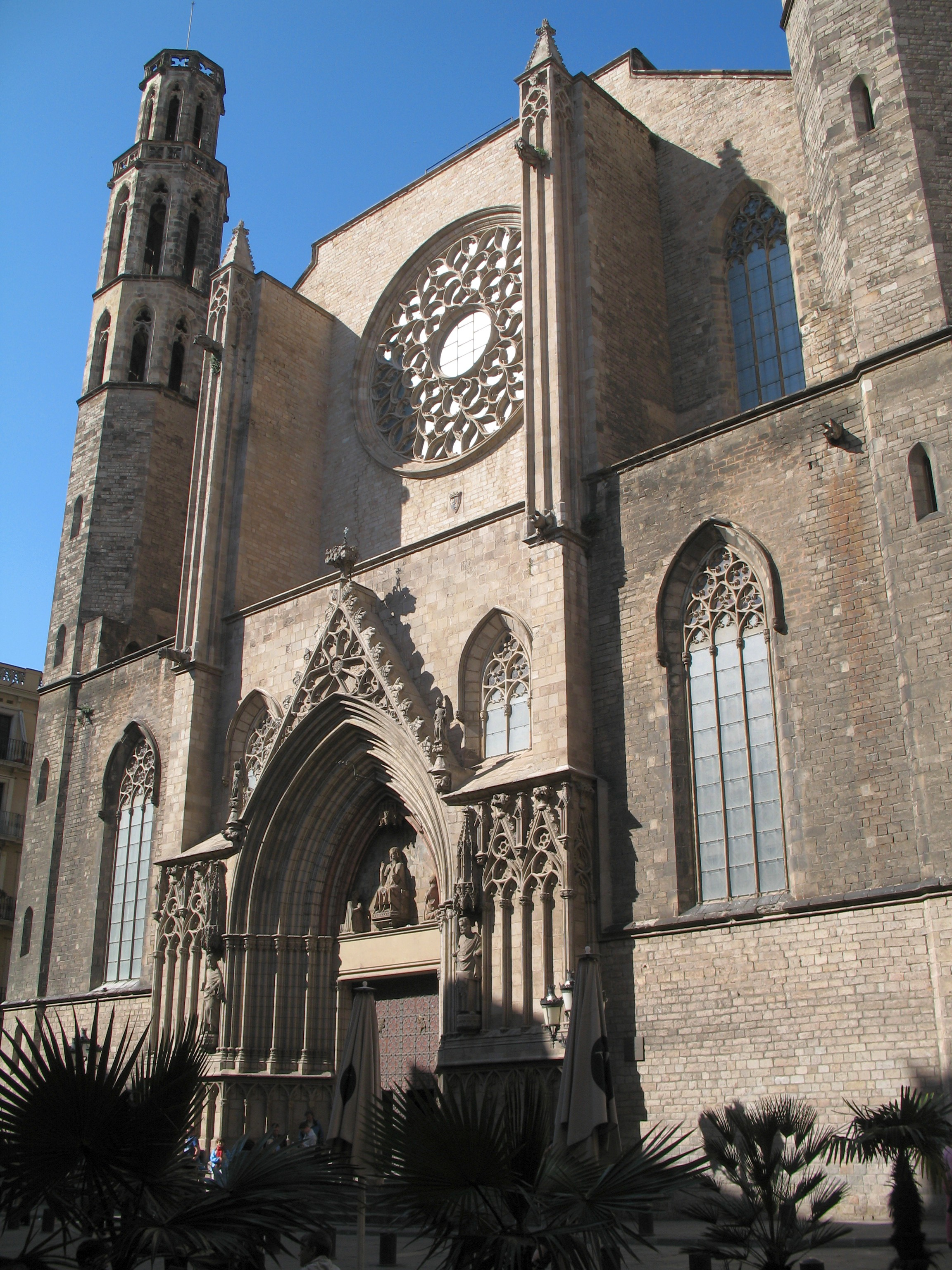
La basilica di Santa Maria del Mar, costruita tra il 1329 e il 1383.

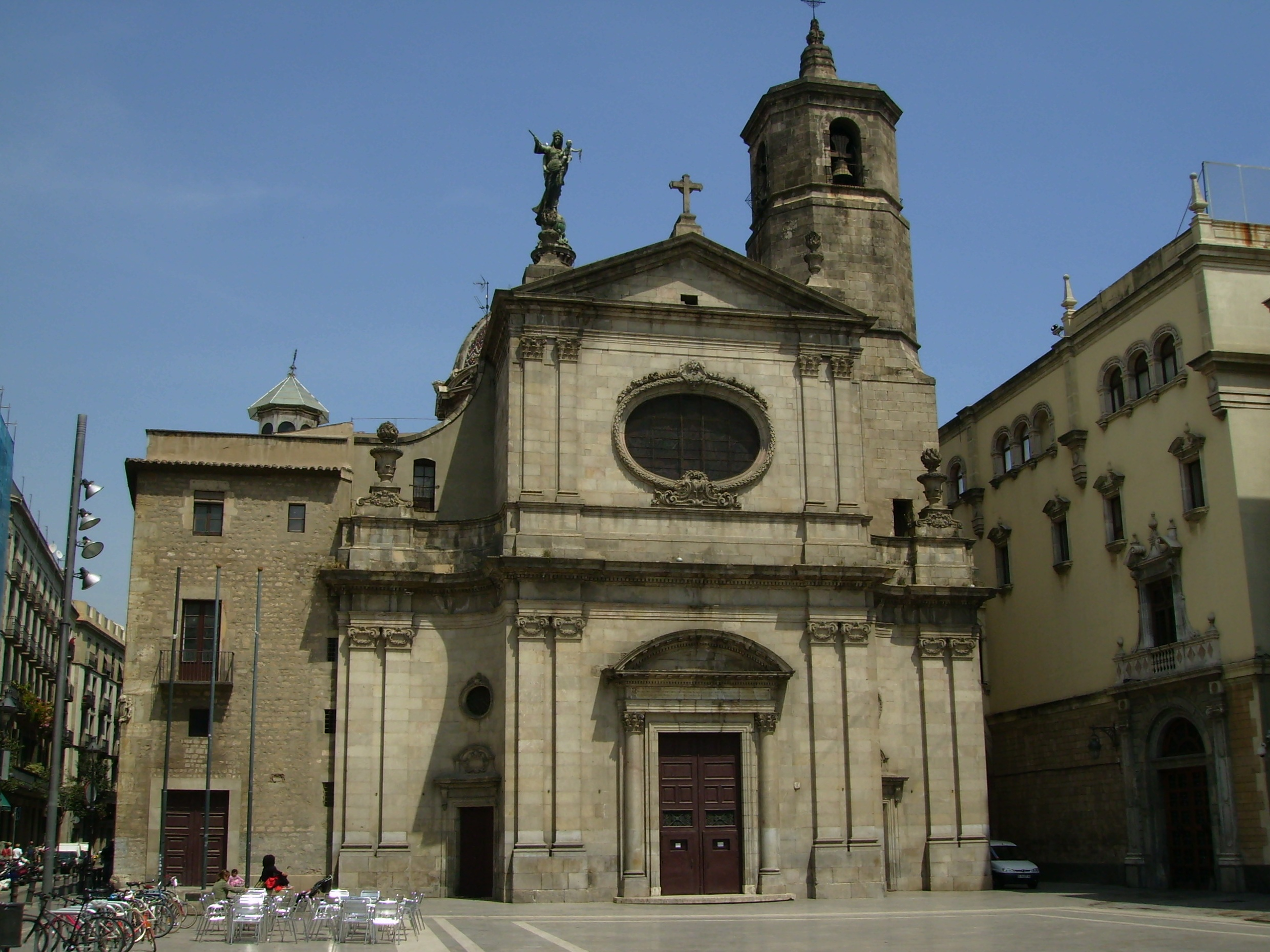
La basilica di Santa Maria della Mercede, patrona dell'arcidiocesi.

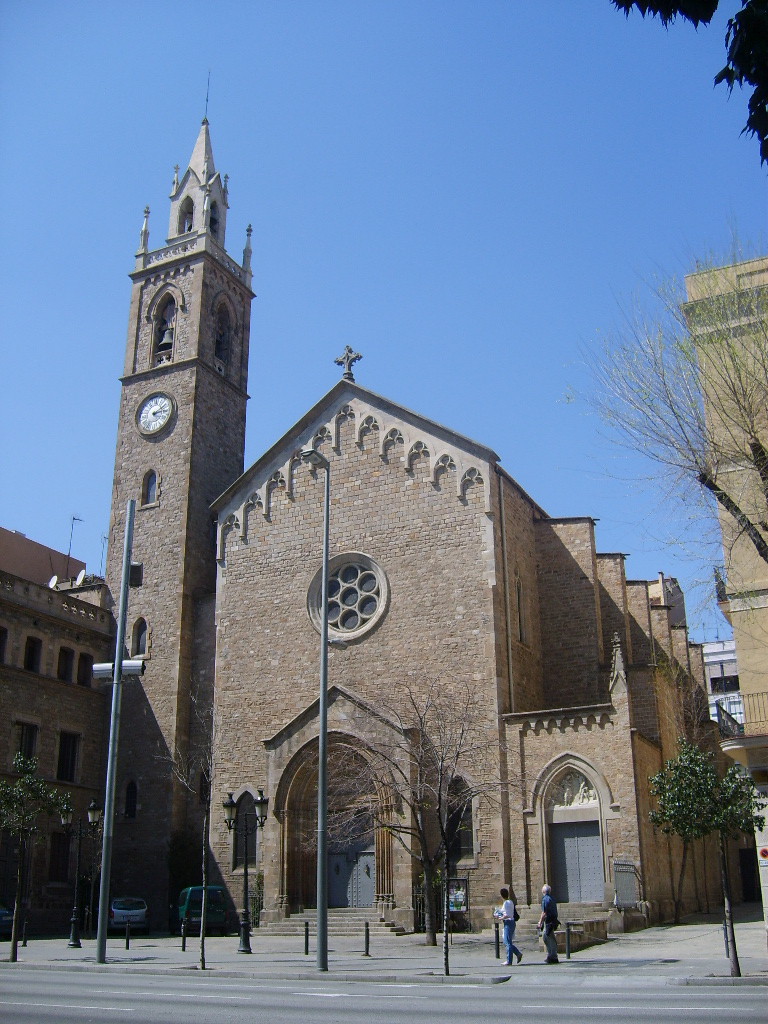
La chiesa dell'antico monastero benedettino femminile di Santa Maria di Junqueras, fondato nel 1214.

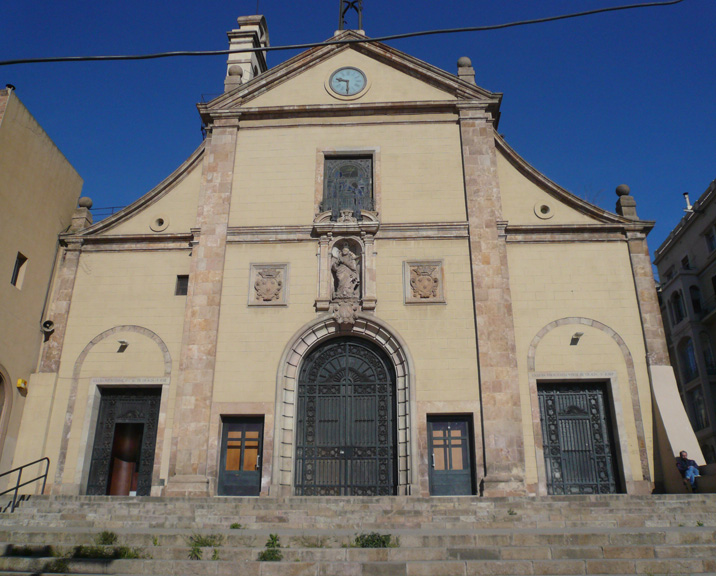
La chiesa di Nostra Signora di Gràcia e San Giuseppe

L'arcidiocesi di Barcellona (in latino Archidioecesis Barcinonensis) è una sede metropolitana della Chiesa cattolica in Spagna. Nel 2022 contava 2.187.000 battezzati su 2.714.816 abitanti. È retta dall'arcivescovo cardinale Juan José Omella.

## Territorio
L'arcidiocesi comprende 26 comuni nella parte nord-orientale della provincia di Barcellona, una delle quattro province della comunità autonoma della Catalogna. Occupa una striscia di terra con una superficie di 341 km² affacciata sul Mar Mediterraneo.
Sede arcivescovile è la città di Barcellona, dove si trova la cattedrale della Santa Croce e di Sant'Eulalia. Nella capitale catalana si trovano anche otto basiliche minori, di cui la più conosciuta è la Sagrada Família, opera non ancora ultimata, ma consacrata da papa Benedetto XVI nel 2010.

### Parrocchie e arcipresbiterati
Il territorio è suddiviso in 211 parrocchie, raggruppate in 6 zone pastorali e 26 arcipresbiterati:
- zona pastorale 1: arcipresbiterati della cattedrale, di Ramblas-Poble Sec, di Sant Josep Oriol, della Puríssima Concepció, della Sagrada Familia;
- zona pastorale 2: arcipresbiterati di Horta, Guinardó, Vall d'Hebron, Vilapicina, Gràcia, Sant Gervasi, Sarrià;
- zona pastorale 3: arcipresbiterati di Poble Nou, Provençals, Sant Andreu, Trinitat-Roquetes;
- zona pastorale 4: arcipresbiterati di Sants - La Marina, Torrassa - Collblanc, Hospitalet de Llobregat, Cornellà de Llobregat;
- zona pastorale 5: arcipresbiterati di Badalona sud, Badalona nord, Gramenet;
- zona pastorale 6: arcipresbiterati della Cisa e di Mataró.

### Provincia ecclesiastica
La provincia ecclesiastica di Barcellona, istituita nel 2004, comprende le seguenti suffraganee:
- diocesi di Sant Feliu de Llobregat,
- diocesi di Terrassa.

## Storia
Il cristianesimo è presente nelle terre di Barcellona già prima della fine delle persecuzioni, benché le testimonianze archeologiche ed epigrafiche siano molto scarse. Tradizioni leggendarie riferiscono del martirio dei santi Severo, Eulalia, Giuliana e Semproniana di dubbia esistenza. Il primo vescovo documentato storicamente è Pretestato, che partecipò al concilio di Sardica in un anno imprecisato fra il 343 ed il 347; a lui succedette san Paciano, celebre scrittore ecclesiastico della seconda metà del IV secolo. Il terzo vescovo di Barcellona fu Lampio, che consacrò sacerdote san Paolino di Nola.
Barcellona faceva parte della provincia romana della Tarraconense e dunque dipendeva, come diocesi, dalla provincia ecclesiastica dell'arcidiocesi di Tarragona.
Verso la metà del V secolo cedette una porzione di territorio a vantaggio dell'erezione della diocesi di Egara. Malgrado i tentativi di unire le due diocesi con il vescovo Ireneo Egarensis, le due sedi rimasero distinte fino all'occupazione araba della regione.
In epoca visigotica si celebrarono a Barcellona due concili della provincia di Tarragona. Il primo si svolse attorno al 540; di questo concilio restano sei canoni, che trattano in particolare questioni liturgiche e di disciplina ecclesiastica. Il secondo concilio, di cui restano quattro canoni, si celebrò nel 599 sotto la presidenza del metropolita Asiatico; prese parte anche il vescovo di Barcellona Ugno, che in passato aveva aderito all'arianesimo, ma che, dopo la sua ritrattazione, era stato riammesso nella comunione cattolica nel concilio di Toledo del 589. Nel concilio del 599 si fa menzione per la prima volta della cattedrale diocesana, la ecclesia sanctae Crucis.
La città di Barcellona fu conquistata dagli Arabi prima del 716, anno in cui fu occupata la francese Narbona. Durante i successivi ottant'anni, non sono più noti vescovi barcellonesi, anche se è certo che il cristianesimo sopravvisse. Nell'801 la città fu conquistata dai Franchi di Ludovico il Pio e divenne uno dei centri più importanti della Marca di Spagna, feudataria del regno franco. La diocesi venne probabilmente restaurata qualche anno dopo; il primo vescovo conosciuto è infatti Ataulfo, menzionato nell'858. In quest'epoca le diocesi spagnole della Marca, compresa Barcellona, entrarono a far parte della provincia ecclesiastica dell'arcidiocesi di Narbona e lo resteranno fino a quando verrà liberata dagli Arabi la città di Tarragona e verrà ristabilita la sua provincia ecclesiastica (inizio del XII secolo).
A partire dalla prima metà del XII secolo Barcellona divenne la capitale del regno d'Aragona, e questo crebbe di molto il prestigio della sede episcopale, i cui vescovi assumeranno sempre più un ruolo politico. Nel 1154 papa Anastasio IV definì i confini della provincia ecclesiastica di Tarragona e di conseguenza stabilì ufficialmente la suffraganeità di Barcellona rispetto a Tarragona.
Il vescovo Bernardo Pelegrí dette inizio nel 1298 alla costruzione della nuova cattedrale gotica, in sostituzione della precedente dedicata alla Santa Croce, che fu nel periodo mussulmano trasformata in moschea, e che già era stata restaurata dal vescovo Guislabert nell'XI secolo. È stata ultimata nel XV secolo ad eccezione della facciata aggiunta nel 1887.
Nel 1593 il vescovo Juan Dimas Loris istituì il seminario diocesano, che fu inaugurato il 13 settembre 1598; chiuso dal 1651 fu riaperto dal vescovo Felipe Aguado Requejo nel 1735.
Durante l'Ottocento e ancora nel 1909, sanguinosi movimenti anticlericali misero a ferro e a fuoco numerosi monasteri e chiese di Barcellona, portando alla distruzione di preziose opere d'arte e di antichi documenti d'archivio; nel 1835 diversi religiosi trovarono la morte.
La guerra civile spagnola colpì duramente la diocesi: morirono di morte cruenta il vescovo Manuel Irurita y Almándoz, 277 sacerdoti, 537 religiosi e 46 religiose. Ridotta alla clandestinità, la Chiesa barcellonese fu per un periodo amministrata dall'oratoriano Josep Maria Torrent, che era stato nominato vicario generale dal vescovo Irurita allo scoppio della guerra.
Nel 1957, facendo seguito al concordato del 1953 che stabiliva di far coincidere i limiti delle diocesi con quelli delle province civili, la diocesi cedette 21 parrocchie all'arcidiocesi di Tarragona e 7 alla diocesi di Vic, ed inoltre ci fu uno scambio di una parrocchia per parte con la diocesi di Gerona.
Il 25 marzo 1964 è stata elevata al rango di arcidiocesi immediatamente soggetta alla Santa Sede con la bolla Laeto animo di papa Paolo VI.
Il 15 giugno 2004 è stata ulteriormente elevata a sede metropolitana con la bolla Ad totius dominici di papa Giovanni Paolo II, assegnandole come chiese suffraganee le nuove diocesi di Terrassa e di Sant Feliu di Llobregat, create con territorio smembrato dall'arcidiocesi di Barcellona.

## Cronotassi dei vescovi
Si omettono i periodi di sede vacante non superiori ai 2 anni o non storicamente accertati.
- Pretestato † (menzionato al concilio di Sardica)
- San Paciano † (? - prima del 392 deceduto)
- Lampio † (prima del 394/395 - dopo il 400)
- Sigesari † (menzionato nel 415)
- Nundinari † (? - prima del 465 deceduto)
- Agrici † (prima del 516 - dopo il 517)
- Nebridio † (menzionato nel 540 circa)
- Paterno † (menzionato nel 546)
- Ugern o Ugno † (prima del 589 - dopo il 599)
- Emila † (menzionato nel 615)
- San Severo † (menzionato nel 633)
- Ola (Oja) † (prima del 636 - dopo il 638)
- Quirico † (menzionato nel 656)
- Idazio o Idali † (prima del 683 - dopo il 689)
- Laulfo † (prima del 693 - dopo il 702 ?)[8]
  - Sede vacante
- Ataulfo † (prima dell'858 - dopo l'860)
- Giovanni †[9]
- Frodoi † (prima dell'874 - dopo l'890)
- Teoderico † (prima del 904 - dopo il 931)
- Guilerano † (prima del 937 - dopo il 951)[10]
- Pere † (prima del 962 - dopo il 3 dicembre 972)
- Vives † (prima del 17 aprile 974 - gennaio 995 deceduto)
- Aecio † (995 - giugno o settembre 1010 deceduto)
- Deudat † (1010 - circa aprile 1029 deceduto)
- Guadall Domnuç † (giugno 1029 - circa 1035 deceduto)
- Guislabert † (21 settembre 1035 - 5 dicembre 1062 deceduto)
- Berenguer † (1063 - circa 1069 deceduto)
- Umbert † (1069 - circa 1086 deceduto)
- Bertran † (prima dell'8 settembre 1086 - dopo il 17 aprile 1095)
- Folch II de Cardona † (aprile 1096 - 10 dicembre 1099 deceduto)
- Berenguer Bernat † (1100 - 1106 deceduto)
- Ramon Guillem † (1107 - aprile ? 1115 deceduto)
- Beato Ollegario † (maggio 1116 consacrato - 6 marzo 1137 deceduto)
- Arnau Ermengol † (1137 - marzo 1143 deceduto)
- Guillem de Torroja † (prima di febbraio 1144 - 1171 nominato arcivescovo di Tarragona)
- Bernat de Berga † (25 giugno 1172 - dopo il 16 agosto 1188 deceduto)
- Ramon de Castellvell † (prima del 10 ottobre 1189 - 1199)
- Berenguer de Palou I † (prima del 15 ottobre 1200 - dopo il 1203)
- Pere de Cirac † (prima del 29 dicembre 1208 - novembre 1211 deceduto)
- Berenguer de Palou II † (1212 - 23 agosto 1241 deceduto)
- Pere de Centelles † (4 luglio 1243 - 28 marzo 1252 deceduto)
- Arnau de Gurb † (circa 1252 - 23 settembre 1284 deceduto)
- Guerau de Gualba † (1284 - 7 febbraio 1285 deceduto)
- Bernardo Pelegrí, O.F.M. † (22 giugno 1288 - 24 marzo 1300 deceduto)
- Ponç de Gualba † (17 febbraio 1303 - 17 luglio 1334 deceduto)
- Ferrer Abella, O.P. † (30 agosto 1334 - 21 dicembre 1344 deceduto)
- Bernat Oliver, O.E.S.A. † (12 gennaio 1345 - 26 giugno 1346 nominato vescovo di Tortosa)
- Miquel de Ricoma † (24 luglio 1346 - 7 giugno 1361 deceduto)
- Guillem de Torrelles † (18 giugno 1361 - 14 marzo 1369 nominato vescovo di Tortosa)
- Berenguer d'Erill † (14 marzo 1369 - 20 settembre 1370 nominato vescovo di Urgell)
- Pere de Planelles † (24 marzo 1371 - 22 ottobre 1385 deceduto)
- Ramon d'Escales † (30 marzo 1386 - 24 luglio 1398 deceduto)
- Joan Ermengol † (11 settembre 1398 - 17 dicembre 1408 deceduto)
- Francesc de Blanes † (19 dicembre 1408 - 18 febbraio 1410 deceduto)
- Francisco Climent Sapera † (26 febbraio 1410 - 13 novembre 1415 nominato arcivescovo di Saragozza)
- Andreu Bertran † (15 novembre 1415 - 7 giugno 1419 nominato vescovo di Gerona)
  - Francisco Climent Sapera † (7 giugno 1419 - 4 novembre 1429 nominato arcivescovo di Saragozza) (amministratore apostolico)
  - Andreu Bertran † (4 novembre 1429 - 18 aprile 1431 nominato vescovo) (amministratore apostolico)
- Andreu Bertran † (18 aprile 1431 - 15 luglio 1433 deceduto)
- Simó Salvador † (31 agosto 1433 - febbraio 1445 deceduto)
- Jaume Girard † (2 luglio 1445 - 1456 deceduto)
- Joan Soler † (4 ottobre 1458 - 1463 deceduto)
- Joan Ximenis Cerdà, O.Cist. † (16 febbraio 1464 - 1472 deceduto)
- Rodrigo de Borja i Escriva † (11 dicembre 1472 - 1478 deceduto)
- Gonzalo Fernández de Heredia † (27 novembre 1478 - 13 giugno 1490 nominato arcivescovo di Tarragona)
- Pere García † (14 giugno 1490 - 8 febbraio 1505 deceduto)
- Enrique Cardona † (18 aprile 1505 - 23 gennaio 1512 nominato arcivescovo di Monreale)
- Martín García † (27 agosto 1512 - 7 marzo 1521 deceduto)
- Guillén-Ramón de Vich y de Vallterra † (7 marzo 1521 succeduto - 25 luglio 1525 deceduto)
  - Silvio Passerini † (28 luglio 1525 - 27 agosto 1529 dimesso) (amministratore apostolico)
- Luis Cardona † (27 agosto 1529 - 23 gennaio 1531 nominato arcivescovo di Tarragona)
- Juan Cardona † (15 febbraio 1531 - 1º febbraio 1546 deceduto)
- Jaime Casador † (17 maggio 1546 - 4 giugno 1561 deceduto)
- Guillermo Casador † (4 giugno 1561 succeduto - 13 novembre 1570 deceduto)
- Martín Martínez de Villar † (3 marzo 1573 - 14 dicembre 1575 deceduto)
- Juan Dimas Loris † (4 luglio 1576 - 8 agosto 1598 deceduto)
- Alfonso Coloma Sa † (27 settembre 1599 - 13 gennaio 1603 nominato vescovo di Cartagena)
- Rafael Rovirola † (18 febbraio 1604 - 12 ottobre 1609 deceduto)
- Juan de Moncada † (22 marzo 1610 - 30 luglio 1612 nominato arcivescovo di Tarragona)
- Luis Sans Códol † (20 agosto 1612 - 23 febbraio 1620 deceduto)
- Juan Sentís † (20 luglio 1620 - 7 ottobre 1632 deceduto)
- García Gil Manrique † (28 novembre 1633 - 1655 deceduto)
- Ramón Senmenat Lanuza † (25 ottobre 1655 - 11 febbraio 1663 deceduto)
- Ildefonso de Sotomayor, O. de M. † (9 giugno 1664 - 10 giugno 1682 deceduto)
- Benito Ignacio de Salazar, O.S.B. † (11 gennaio 1683 - circa 1693 deceduto)
- Manuel de Alba † (24 agosto 1693 - 22 aprile 1697 deceduto)
- Benito de Sala y de Caramany, O.S.B. † (24 novembre 1698 - 2 luglio 1715 deceduto)
- Diego de Astorga y Céspedes † (30 marzo 1716 - 22 luglio 1720 nominato arcivescovo di Toledo)
- Andrés de Orbe y Larreátegui † (16 dicembre 1720 - 10 aprile 1725 nominato arcivescovo di Valencia)
- Bernardo Jiménez Cascante † (11 giugno 1725 - 13 dicembre 1730 deceduto)
- Gaspar de Molina y Oviedo, O.S.A. † (28 giugno 1731 - 5 maggio 1734 nominato vescovo di Malaga)
- Felipe Aguado Requejo † (30 agosto 1734 - 3 novembre 1737 deceduto)
- Francisco Castillo Vintimilla † (22 luglio 1738 - 31 luglio 1747 nominato vescovo di Jaén)
- Francisco Díaz Santos y Bullón † (1º aprile 1748 - 25 maggio 1750 nominato vescovo di Sigüenza)
- Manuel López Aguirre † (22 luglio 1750 - 7 febbraio 1754 deceduto)
- Asensio Sales † (16 dicembre 1754 - 17 gennaio 1766 deceduto)
- José Climent Avinent † (21 luglio 1766 - 16 agosto 1775 dimesso)
- Gabino Valladares Mejía, O.Carm. † (11 settembre 1775 - 13 febbraio 1794 deceduto)
- Eustaquio Azara, O.S.B. † (12 settembre 1794 - 24 giugno 1797 deceduto)
- Pedro Díaz Valdés † (14 settembre 1798 - 15 novembre 1807 deceduto)
- Pablo Sitjar Ruata † (16 marzo 1808 - 21 agosto 1831 deceduto)
- Pedro Martínez San Martín † (15 aprile 1833 - 24 marzo 1849 deceduto)
- José Domingo Costa y Borrás † (7 gennaio 1850 - 3 agosto 1857 nominato arcivescovo di Tarragona)
- Antonio Palau Termes † (25 settembre 1857 - 8 luglio 1862 deceduto)
- Pantaleón Montserrat Navarro † (1º ottobre 1863 - 21 luglio 1870 deceduto)
- Joaquín Lluch y Garriga, O.C.D. † (16 gennaio 1874 - 22 giugno 1877 nominato arcivescovo di Siviglia)
- José María de Urquinaona y Vidot † (15 luglio 1878 - 31 marzo 1883 deceduto)
- Jaime Catalá y Albosa † (9 agosto 1883 - 1º marzo 1899 deceduto)
- José Morgades y Gili † (19 giugno 1899 - 8 gennaio 1901 deceduto)
- Salvador Casañas y Pagés † (19 aprile 1901 - 27 ottobre 1908 deceduto)
- Juan José Laguarda y Fenollera † (29 aprile 1909 - 4 dicembre 1913 deceduto)
- Enrique Reig y Casanova † (28 maggio 1914 - 22 aprile 1920 nominato arcivescovo di Valencia)
- Ramón Guillamet y Coma † (22 aprile 1920 - 14 aprile 1926 deceduto)
- José Miralles y Sbert † (14 aprile 1926 succeduto - 13 marzo 1930 nominato vescovo di Maiorca[11])
- Manuel Irurita y Almándoz † (13 marzo 1930 - 3 dicembre 1936 deceduto)
  - Sede vacante (1936-1942)
  - Miguel de los Santos Díaz y Gómara (8 marzo 1939 - 30 dicembre 1942) (amministratore apostolico)
- Gregorio Modrego y Casaus † (30 dicembre 1942 - 7 gennaio 1967 dimesso[12])
- Marcelo González Martín † (7 gennaio 1967 succeduto - 3 dicembre 1971 nominato arcivescovo di Toledo)
- Narciso Jubany Arnau † (3 dicembre 1971 - 23 marzo 1990 ritirato)
- Ricardo María Carles Gordó † (23 marzo 1990 - 15 giugno 2004 ritirato)
- Lluís Martínez Sistach (15 giugno 2004 - 6 novembre 2015 ritirato)
- Juan José Omella y Omella, dal 6 novembre 2015

## Statistiche
L'arcidiocesi nel 2022 su una popolazione di 2.714.816 persone contava 2.187.000 battezzati, corrispondenti all'80,6% del totale.
| anno | popolazione | popolazione | popolazione | presbiteri | presbiteri | presbiteri | presbiteri                | diaconi | religiosi | religiosi | parrocchie |
| anno | battezzati  | totale      | %           | numero     | secolari   | regolari   | battezzati per presbitero | diaconi | uomini    | donne     | parrocchie |
| ---- | ----------- | ----------- | ----------- | ---------- | ---------- | ---------- | ------------------------- | ------- | --------- | --------- | ---------- |
| 1950 | 2.050.000   | 2.065.000   | 99,3        | 1.394      | 714        | 680        | 1.470                     |         | 1.120     | 5.350     | 375        |
| 1959 | 2.250.000   | 2.301.500   | 97,8        | 1.369      | 816        | 823        | 1.372                     |         | 2.231     | 7.642     | 357        |
| 1970 | 3.500.000   | 3.622.257   | 96,6        | 2.093      | 1.005      | 1.088      | 1.672                     |         | 2.147     | 6.872     | 438        |
| 1980 | 4.457.000   | 4.515.017   | 98,7        | 1.901      | 875        | 1.026      | 2.344                     | 1       | 1.830     | 6.908     | 451        |
| 1990 | 3.859.000   | 4.261.214   | 90,6        | 1.761      | 823        | 938        | 2.191                     | 36      | 1.556     | 5.547     | 453        |
| 1999 | 4.303.467   | 4.678.945   | 92,0        | 1.464      | 745        | 719        | 2.939                     | 50      | 1.181     | 4.755     | 455        |
| 2000 | 4.303.467   | 4.678.945   | 92,0        | 1.466      | 742        | 724        | 2.935                     | 50      | 1.188     | 4.609     | 454        |
| 2001 | 4.303.467   | 4.678.945   | 92,0        | 1.455      | 735        | 720        | 2.957                     | 50      | 1.211     | 4.630     | 453        |
| 2002 | 4.303.467   | 4.678.945   | 92,0        | 1.440      | 742        | 698        | 2.988                     | 50      | 1.198     | 4.143     | 453        |
| 2003 | 3.956.616   | 4.301.346   | 92,0        | 1.512      | 735        | 777        | 2.616                     | 55      | 1.222     | 3.508     | 453        |
| 2004 | 3.956.616   | 4.301.346   | 92,0        | 1.410      | 737        | 673        | 2.806                     | 56      | 1.159     | 4.085     | 454        |
| 2006 | 2.302.177   | 2.606.362   | 88,3        | 1.036      | 489        | 547        | 2.222                     | 37      | 869       | 3.012     | 212        |
| 2013 | 2.119.915   | 2.661.538   | 79,6        | 862        | 414        | 448        | 2.459                     | 40      | 695       | 2.584     | 214        |
| 2015 | 2.106.260   | 2.644.172   | 79,7        | 821        | 398        | 423        | 2.565                     | 47      | 603       | 2.370     | 214        |
| 2016 | 2.105.820   | 2.643.620   | 79,7        | 813        | 389        | 424        | 2.590                     | 45      | 597       | 2.299     | 215        |
| 2018 | 2.127.309   | 2.670.596   | 79,7        | 776        | 376        | 400        | 2.741                     | 43      | 566       | 2.060     | 215        |
| 2020 | 2.157.187   | 2.708.105   | 79,7        | 698        | 303        | 395        | 3.090                     | 47      | 574       | 1.864     | 215        |
| 2022 | 2.187.000   | 2.714.816   | 80,6        | 623        | 292        | 331        | 3.510                     | 50      | 474       | 1.698     | 211        |